# 산소 연소 과정
산소 연소 과정(oxygen burning process)은 초기 질량이 태양의 12배 이상의 매우 거대한 별의 핵에서, 그들의 가벼운 원소를 모두 태웠을 때 일어나는 핵융합반응이다.
초고온 (1.5×109 K) 과 초고압 (약 1010 kg/m3)이 필요하다.
산소의 핵융합이 네온 융합보다 늦게 일어나는 이유는 네온 핵융합은 알파 융합 과정을 수반하여 일어나므로 쿨롱힘을 더 쉽게 극복함으로 더 먼저 일어나기 때문이다.
하지만 산소 핵융합도 알파 융합 과정을 수반하여 더 무거운 원소를 생성하는 식으로 일어나긴 한다.
산소의 알파 과정 수반은 네온 핵융합보다 낮은 온도에서 일어난다.

하지만 산소와 산소와의 핵융합은 네온의 알파 융합 과정으로 나트륨, 마그네슘 이상의 원소를 형성하는 것보다 더 높은 온도를 요구한다.
이는 산소와 산소의 핵융합이 산소와 네온의 알파 융합 과정을 통하여 일어나는 것보다 쿨롱힘이 훨씬 크므로 네온의 알파 융합 과정보다 높은 온도에서 일어난다.
따라서 산소와 산소의 핵융합이 네온 핵융합보다 높은 온도에서 일어나므로 네온 핵융합 다음으로 일어나는 것이다.

## 핵반응식
| 16O + 16O → 28Si + 4He + 9.594 MeV → 31P + 1H + 7.678 MeV → 31S + n + 1.500 MeV → 30Si + 21H + 0.381 MeV |
| 또는 16O + 16O → 32S + γ → 24Mg + 24He                                                                   |

산소 연소 과정은 네온 연소 과정이 끝난 후에 일어난다.